# Stefan Höhener

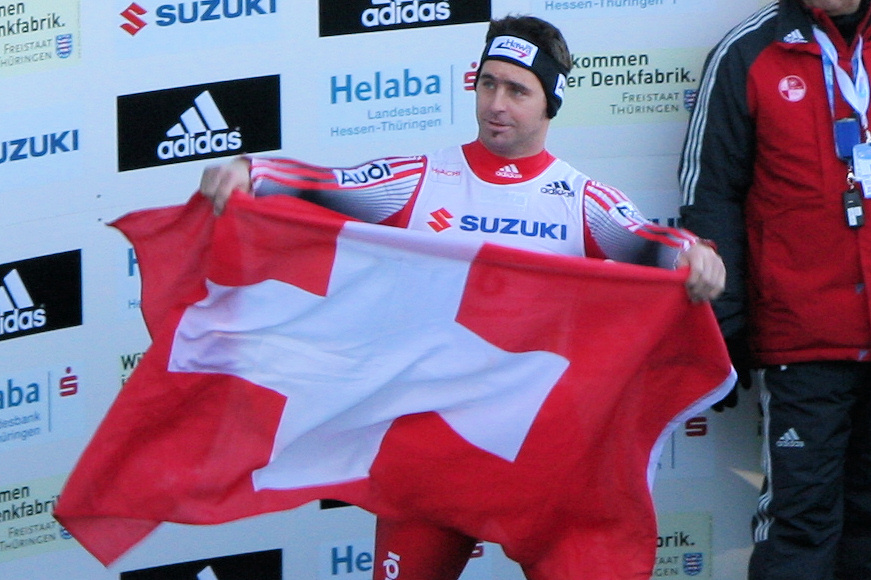
Stefan Höhener bei den Rennrodel-Weltmeisterschaften 2008

Stefan Höhener (* 13. Juni 1980 in Gais AR) ist ein früherer Schweizer Rennrodler.
Stefan Höhener aus Obfelden gehört seit 1996 dem Schweizer Nationalteam im Rennrodeln an. Der Maurer startet seit der Saison 2000/01 im Rennrodelweltcup. In der folgenden Saison kam er in Winterberg erstmals als Zehnter unter die Top 10. Bei den Olympischen Spielen 2002 in Salt Lake City wurde er 13. 2003/04 konnte er in Calgary sein bestes Weltcupergebnis als Sechster verbessern. Dieses Ergebnis wiederholte er in der folgenden Saison.
Einen Leistungssprung schaffte Höhener in der Saison 2004/05. Neben einer erneuten Verbesserung des Ergebnisses im Einzelweltcup in Königssee, wo er Vierter wurde, wurde er im Challenge-Cup in Winterberg Dritter, in Igls Zweiter. Bei den Weltmeisterschaften in Park City wurde er Sechster. Trotz einem fünften Rang im Weltcuprennen in Igls verlief die folgende Saison eher unbefriedigend. Bei den Olympischen Winterspielen 2006 in Turin wurde er nur 15., bei den Europameisterschaften in Winterberg nur 13.
Sein endgültiger internationaler Durchbruch gelang ihm in der Saison 2006/07. Bei den Weltcuprennen in Park City und Calgary wurde er Dritter, in Königssee und Altenberg Vierter. Bei den Weltmeisterschaften in Igls wurde er Fünfter.
Bei den Olympischen Winterspielen 2010 in Vancouver belegte er den 32. Platz, nachdem er im zweiten Lauf durch einen Sturz alle Aussichten auf eine bessere Platzierung vergeben hatte. Danach beendete er seine aktive Karriere.